# Шесури (Бакау)
Шесури (рум. Șesuri) насеље је у Румунији у округу Бакау у општини Мађирешти. Oпштина се налази на надморској висини од 349 m.

## Становништво
Према подацима из 2002. године у насељу је живело 477 становника, од којих су сви румунске националности.